# Alberto Mazzucato
Pour les articles homonymes, voir Mazzucato.
Alberto Mazzucato (Udine, 28 juillet 1813 – Milan, 31 décembre 1877) est un compositeur italien.

## Biographie
Né à Udine le 28 juillet 1813, Alberto Mazzucato est le fils du botaniste Giovanni Mazzucato (es) et de son épouse Elisabetta Rinoldi. Il étudie les mathématiques à Padoue,, mais choisit de se consacrer à la musique, dont il avait reçu les premières leçons de sa mère. Il compose huit opéras entre 1834 et 1843, parmi lesquels le mieux accueilli est Esmeralda, 1838. Il contribue également au pasticcio La vergine di Kermo, 1870, en collaboration avec Carlo Pedrotti, Antonio Cagnoni, Federico Ricci, Amilcare Ponchielli, Lauro Rossi et Giovanni Pacini.
Le premier opéra, La fidanzata di Lammermoor, a d'abord été représenté à Padoue et ensuite à Milan. Cela a été un succès et lui a permis d'écrire son opéra suivant pour le théâtre de la Canobbiana de Milan, Don Chisciotte, mais qui a été un échec. Il a ensuite fait un voyage à Paris, au cours duquel il a pu parfaire son style sous l'influence de la musique de Beethoven, des opéras de Meyerbeer et de La Juive d'Halévy. Retourné en Italie, il a donné Esmeralda, qui était tout à fait réussi à Mantoue, Udine et Milan. Les opéras suivants ont connu des accueils variés: I corsari a connu un échec retentissant à la Scala, alors que I due sergenti et Luigi V, re di Francia ont eu un meilleur accueil. Le dernier opéra a été Hernani, représenté au Teatro Carlo Felice de Gênes, peu avant l'opéra homonyme de Verdi: cela a été un fiasco, après quoi Mazzucato a cessé de composer pour se consacrer à l'enseignement. Il est entré au Conservatoire de Milan en 1839, et est devenu son directeur en 1872. Parmi ses élèves les plus importants, on trouve Arrigo Boito, Benedetto Junck, Isidore de Lara, Carlotta Ferrari, Antônio Carlos Gomes et Ivan Zajc, les sopranos Marcella Lotti della Santa et Marietta Gazzaniga, le ténor Sims Reeves.
En tant que journaliste, il écrit des articles pour la Gazzetta musicale di Milano entre 1845 et 1858. Avec Luigi Felice Rossi et Guglielmo Quarenghi, il a fondé en 1860 la Società di Santa Cecilia. Au Théâtre de la Scala de Milan, il a été nommé maestro concertatore, poste qu'il a occupé jusqu'en 1868. Il a traduit en italien des œuvres importantes de la théorie de la musique, telles que le Grand traité d'instrumentation et d'orchestration moderne de Berlioz.

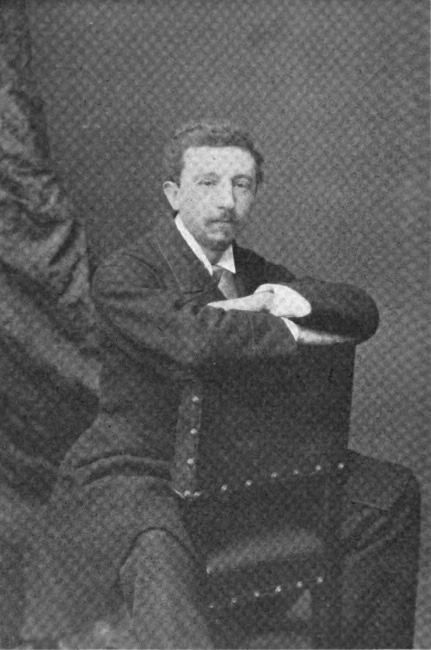
Le critique musical Giannandrea Mazzucato, fils d'Alberto

Alberto Mazzucato avait épousé Teresa Bolza, une fille du comte Luigi Bolza (it), commissaire de la police autrichienne à Milan,. Leur fils, Giannandrea Mazzucato (1850-1900), établi à Londres, a été un critique musical, un librettiste et un musicologue réputé. Leur fille Elisa Mazzucato Young (en) (1846-1937), a été professeur de chant à Londres, d'abord à la National Training School of Music, puis au Royal College of Music, avant d'émigrer aux États-Unis et d'écrire la musique de Mr. Sampson of Omaha, l'un des premiers opéras composés par une femme à être produit en sol américain.

## Compositions

### Opéras
- La fidanzata di Lammermoor (it)(dramma per musica, en deux actes, sur un livret de Pietro Beltrame, Padoue, Teatro Nuovissimo, 24 février 1834)
- Don Chisciotte (it) (melodramma giocoso; en deux actes, sur un livret de Jacopo Crescini (it), Milan, Teatro della Canobbiana, 26 avril 1836)
- Esmeralda (it) (dramma serio per musica en trois actes, sur un livret de Filippo De Boni, Mantoue, Teatro Sociale, 10 février 1838)
- Coro dei penitenti (musiche di scena per la tragedia Parisina di Antonio Somma, Trieste, Teatro Filodrammatico, 6 juillet 1838)
- I corsari (it) (melodramma semiserio, en deux actes, sur un livret de Felice Romani, Milan, Teatro alla Scala, 1840)
- I due sergenti (melodramma, en deux actes, sur un livret de Felice Romani, Milan, Teatro Re, 27 février 1841)
- Luigi V, re di Francia (opera seria, en trois actes, sur un livret de Felice Romani, Milan, Teatro Re, 25 février 1843)
- Hernani (dramma serio, en deux actes, sur un livret de Domenico Bancalari, Gênes, Teatro Carlo-Felice, 26 décembre 1843)
- La vergine di Kermo (1870), composé en collaboration avec Carlo Pedrotti, Federico Ricci, Amilcare Ponchielli, Giovanni Pacini, Lauro Rossi, et Antonio Cagnoni

### Autres
- Quattro melodie (Il lago, Il bacio, Il pensiero della sera, Il canto d'amore)
- Hymne du soir dans les temples
- Ai Fratelli Triestini e Istriani (canzone)
- Une messe (Novara, 1841)
- Roma (hymne faisant partie d'un triptyque représenté à Milan, Piazza del Duomo, le 20 septembre 1871 pour le dixième anniversaire de l'unité de l'Italie)